# Drepanotylus
Drepanotylus es un género de arañas araneomorfas de la familia Linyphiidae. Se encuentra en Eurasia.

## Lista de especies
Según The World Spider Catalog 12.0:
- Drepanotylus aduncus Sha & Zhu, 1995
- Drepanotylus borealis Holm, 1945
- Drepanotylus holmi (Eskov, 1981)
- Drepanotylus pirinicus Deltshev, 1992
- Drepanotylus uncatus (O. Pickard-Cambridge, 1873)